# Czesław Słania
Czesław Słania (Czeslaw Slania sans les diacritiques, API [tʃɛswav swanja]), né le 22 octobre 1921 à Czeladź et mort le 17 mars 2005 à Cracovie, est un graveur polonais de timbres-poste. Avec un millier de timbres gravés, il est l’artiste le plus prolifique de l’histoire du timbre-poste. Ayant travaillé pour de nombreuses administrations postales, il reste attaché principalement à la création de timbres suédois.

## Biographie
Né le 22 octobre 1921, à Czeladź en Pologne, il est passionné par le dessin dès son plus jeune âge. À partir de 1945, il apprend la gravure à l’École des beaux-arts de Cracovie et développe son talent particulièrement dans la technique de la taille-douce. Il est diplômé pour la restitution en miniature du tableau La Bataille de Grunwald de Jan Matejko.
Sa carrière philatélique commence en 1951 sous les ordres du graveur Marian Roman Polak, mais il habite déjà en Suède quand il grave son dernier timbre polonais en 1956. Il doit cependant attendre une place de graveur pour la poste suédoise et va donc y travailler à la cantine. Pour remplacer le graveur Sven Evert malade, il est employé pour finir un de ses timbres. Il grave son premier timbre pour la poste suédoise en 1960, à l'effigie de Gustaf Fröding. En 1972, Słania reçoit du roi Gustaf VI Adolph le titre de « graveur de la cour de Suède ».
En 2004, il est invité à devenir membre d'honneur de l'Académie européenne de philatélie.
Jusqu'à sa mort le 17 mars 2005 à Cracovie, il a gravé des timbres-poste. Les derniers timbres émis de son vivant célèbrent l'anniversaire des Nations unies, émis en février 2005 par l'Administration postale des Nations unies. Le figuré représente l'Assemblée générale.

## Son art
Sa gravure est louée par les critiques. Alors qu’il faut environ quatre à six semaines pour réaliser un poinçon en acier, Slania le réalise en dix jours. Son record a été de cinq jours pour le timbre en hommage à Olof Palme, premier ministre suédois assassiné.
Il est également capable de graver dix lignes sur un millimètre carré d’acier ; il peut ainsi reproduire avec le plus de détails possibles une œuvre d’art que ce soit une peinture ou une œuvre contemporaine. Il s’est également servi plusieurs fois de cette maîtrise de la gravure pour inclure de discrets éléments incongrus dans ses timbres. En 1954, il grave le nom de membres de sa famille et d'amis sur les couvertures de livres visibles sur un des timbres polonais du dixième anniversaire de la République populaire.
En ce qui concerne la philatélie thématique, il a touché à tous les sujets : portraits, tableaux, animaux, avions, etc. Il a également réalisé des couvertures de livres, des programmes de concert et des billets de banque.

## En philatélie
Reconnu par le Livre Guinness des records comme le graveur de timbres le plus prolifique du monde, Slania en a créé mille soixante-dix, pour trente-deux administrations postales,.
Voici une liste de ses principales émissions, par pays.

### Pologne
- Premier timbre : « 80e anniversaire de la Commune de Paris », Pologne, 24 mars 1951. Le timbre figure le communard polonais Jaroslaw Dabrowski.

De 1951 à son émigration en Suède, Slania grava des timbres à l'effigie du président Bolesław Bierut, des auteurs ou artistes étrangers Avicenne, Frédéric Chopin, Nicolas Gogol, Victor Hugo.
En 1998, son pays natal le fait commandeur de l'Ordre du Mérite de la république de Pologne.

### Suède
Pays d'adoption de Czesław Słania depuis 1956.
- Premier timbre pour la Suède : Gustaf Fröding, Suède, 1960.
- 70 ans du graveur : Le Couronnement de Gustaf III, 1991.
- Émission conjointe suédo-polonaise : « Sigismund III Wasa, roi de Suède et de Pologne », 1998.
- Millième timbre du graveur : Les fameux exploits des rois de Suède, peinture de David Klöcker Ehrenstrahl, Suède, 2000. Il est le plus grand timbre jamais émis avec 60 x 81 mm.

### Pays nordiques

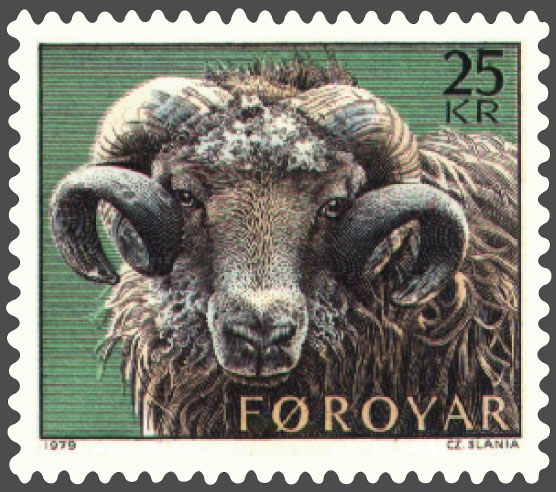
Bélier des îles Féroé de 1979

- Danemark, dont un timbre à l'effigie du roi Frederik IX en 1972.
- Islande
- Groenland avec l'ours symbole du territoire autonome danois en 1963.
- Îles Féroé, une centaine de timbres dont le timbre à la plus forte valeur faciale de l'histoire philatélique des îles Féroé, un bélier de 25 couronnes en 1979.

### Monaco
La poste monégasque a noué une relation fidèle avec le graveur, principalement pour les portraits des princes (anciens et Rainier III). Surtout, Słania a créé plusieurs portraits de la princesse Grace dont une émission conjointe avec les États-Unis, en 1993. Les derniers portraits de Grace et Rainier par le graveur datent de 2004.
Rainier III l'a décoré de la croix de chevalier de l'ordre de Saint-Charles.

### Reste de l'Europe
- France avec l’« Éphèbe d'Agde » en 1982, « la Fête au Trianon pour Gustave III » en 1994 ou l’« Hôtel de la monnaie » en 1999 dans le cadre d'une émission sur les liens franco-suédois.
- Royaume-Uni[5] : plusieurs portraits de 1982 à 2002 dont Rowland Hill en 1995 et la reine Élisabeth II au type Machin pour les fortes valeurs et un carnet de prestige en 1999 ; ainsi que deux séries d'histoire postale en 1984 (voitures de poste) et 2002 (boîtes aux lettres).
- Saint-Marin en 1974.

## Distinctions
- Chevalier de l'ordre de Dannebrog